# 444 v. Chr.
Portal Geschichte | Portal Biografien | Aktuelle Ereignisse | Jahreskalender | Tagesartikel

◄ |
6. Jahrhundert v. Chr. |
5. Jahrhundert v. Chr. |
4. Jahrhundert v. Chr. |
►

◄ | 460er v. Chr. | 450er v. Chr. | 440er v. Chr. | 430er v. Chr. |
420er v. Chr. |
►

◄◄ | ◄ | 447 v. Chr. | 446 v. Chr. | 445 v. Chr. | 444 v. Chr. |
443 v. Chr. |
442 v. Chr. |
441 v. Chr. |
► |
►►

## Ereignisse
- Der Reformeifer des Perikles in Athen trifft auf Widerstand bei der Adelspartei, die mit Thukydides einen ehrgeizigen neuen Anführer hat.

## Geboren
- 450/444 v. Chr.: Aristophanes, griechischer Komödiendichter († um 380 v. Chr.)
- vor 444 v. Chr.: Konon, athenischer Feldherr († um 390 v. Chr.)